# Złotniki (skały)
Złotniki (ok. 730 n.p.m.) – skała w Sudetach Zachodnich, w paśmie Rudawy Janowickie.
Granitowa skała położona nad Starym Traktem Kamiennogórsko-Kowarskim.

## Szlaki turystyczne
W pobliżu biegnie szlak turystyczny:
- niebieski z miasta Kowary.